# ナシオナル・デ・クルベス
ナシオナル・デ・クルベス（西: Nacional de Clubes）は、アルゼンチンにおけるラグビーユニオンのクラブ王者を決定する大会である。アルゼンチンラグビー協会（UAR）が主催。

## 概要
アルゼンチンにはラグビーのクラブチームのための全国リーグが存在せず、国内にいくつかの地域リーグが存在している。各地域リーグの上位チームが、クラブ王者を懸けてナシオナル・デ・クルベスに出場する。
ナシオナル・デ・クルベスの出場チーム数および出場資格は時代によって異なるが、以前は16チームによって争われることが多かった。地域リーグの中でも特に強豪クラブが多いブエノスアイレス首都圏のトルネオ・デ・ラ・URBAに全体の約半数の出場枠が割り振られており、首都圏以外の地域からはトルネオ・デル・インテリオールの上位チームが出場する。トルネオ・デル・インテリオールが非開催のシーズンは、各地域リーグの上位チームが出場した。その場合は、コルドバを含むトルネオ・デ・コルドバ、ロサリオを含むトルネオ・レヒオナル・デル・リトラル、トゥクマンを含むトルネオ・レヒオナル・デル・ノロエステに対して、相対的に多くの出場枠が与えられた。
COVID-19パンデミックの影響により2020年以降大会が中断していたが、2022年はトルネオ・デ・ラ・URBAとトルネオ・デル・インテリオールの優勝チームによる1試合のみという縮小版で3年ぶりに開催された。翌シーズン以降も両大会の優勝チームによる1試合のみという大会形式で開催されている。
主な地域リーグ
| 地域リーグ名                                                            | 創設年 | 主要都市           | 備考     |
| ----------------------------------------------------------------------- | ------ | ------------------ | -------- |
| トルネオ・デ・ラ・URBA （Torneo de la URBA）                            | 1899   | ブエノスアイレス   | [ 注 2 ] |
| トルネオ・デ・コルドバ （Torneo de Córdoba）                            | 1931   | コルドバ           | [ 注 3 ] |
| トルネオ・レヒオナル・デル・リトラル （Torneo Regional del Litoral）    | 1929   | ロサリオ           | [ 注 3 ] |
| トルネオ・レヒオナル・デル・ノロエステ （Torneo Regional del Noroeste） | 1944   | トゥクマン         | [ 注 3 ] |
| トルネオ・レヒオナル・デル・ノルデステ （Torneo Regional del Nordeste） | 1999   | レシステンシア     | [ 注 3 ] |
| トルネオ・レヒオナル・パンペアーノ （Torneo Regional Pampeano）         | 2008   | マル・デル・プラタ | [ 注 3 ] |
| トルネオ・レヒオナル・デル・オエステ （Torneo Regional del Oeste）      | 2000   | メンドーサ         | [ 注 3 ] |
| トルネオ・レヒオナル・パタゴニコ （Torneo Regional Patagónico）         | 2008   | ネウケン           | [ 注 3 ] |

## 歴史
1993年に大会創設。当初は、国内の各地域リーグの上位チームにナシオナル・デ・クルベスへの出場権が与えられた。1998年にブエノスアイレス首都圏以外のクラブ王者を決定するトルネオ・デル・インテリオールが創設されると、首都圏のクラブが参加するトルネオ・デ・ラ・URBAと首都圏以外のクラブが参加するトルネオ・デル・インテリオールの上位チームがナシオナル・デ・クルベスに出場する方式に改められた。
2005年以降、トルネオ・デル・インテリオールが開催されなくなったことから、再び各地域リーグの上位チームがナシオナル・デ・クルベスに出場する方式に戻った。2006年から2008年までの出場枠は、トルネオ・デ・ラ・URBAから8チーム、トルネオ・デ・コルドバ、トルネオ・レヒオナル・デル・リトラル、トルネオ・レヒオナル・デル・ノロエステから各2チーム、トルネオ・デ・マル・デル・プラタ、トルネオ・クジャーノから各1チームの計16チームとなっていた。
2006年には、イタリアとアルゼンチンのクラブ王者が対戦するコッパ・インテルコンティネンターレが創設され、アルゼンチンからは前年のナシオナル・デ・クルベスを制したインドゥが出場した。試合はイタリアのカルヴィザーノが28-10で勝利した。しかしこの大会は定着せず、この1回限りしか開催されなかった。
2006年から2008年までのナシオナル・デ・クルベスの出場枠
| 地域リーグ名                                                           | 主要都市           | 出場枠  |
| ---------------------------------------------------------------------- | ------------------ | ------- |
| トルネオ・デ・ラ・URBA（Torneo de la URBA）                            | ブエノスアイレス   | 8チーム |
| トルネオ・デ・コルドバ（Torneo de Córdoba）                            | コルドバ           | 2チーム |
| トルネオ・レヒオナル・デル・リトラル（Torneo Regional del Litoral）    | ロサリオ           | 2チーム |
| トルネオ・レヒオナル・デル・ノロエステ（Torneo Regional del Noroeste） | トゥクマン         | 2チーム |
| トルネオ・デ・マル・デル・プラタ（Torneo de Mar del Plata）            | マル・デル・プラタ | 1チーム |
| トルネオ・クジャーノ（Torneo Cuyano）                                  | メンドーサ         | 1チーム |

2009年から、スケジュール上の理由でナシオナル・デ・クルベスの規模が縮小された。2004年を最後に開催されていなかった首都圏以外のクラブが参加するトルネオ・デル・インテリオールを復活させ、トルネオ・デ・ラ・URBA（首都圏）の上位2チームとトルネオ・デル・インテリオール（首都圏以外）の上位2チームの、計4チームのみでナシオナル・デ・クルベスが開催された。この方式は2011年まで続けられた。
その後、2年間の空白期間を経て、2014年から従来の16チームに戻した。2014年は、前年のトルネオ・デ・ラ・URBA（首都圏）の上位7チームとトルネオ・デル・インテリオール（首都圏以外）の上位9チームの、計16チームが出場した。
2015年から2018年は、首都圏からはトルネオ・デ・ラ・URBAの上位7チームまたは8チームが出場し、首都圏以外のクラブについては、前年のトルネオ・デル・インテリオールの結果に応じて各地域リーグに出場枠が割り当てられ、これら地域リーグの上位チームが出場する方式に改められた。例年、トルネオ・デ・コルドバ、トルネオ・レヒオナル・デル・リトラル、トルネオ・レヒオナル・デル・ノロエステから、それぞれ3チーム前後がナシオナル・デ・クルベスに出場している。
2019年は出場枠が24チームに拡大され、トルネオ・デ・ラ・URBAとトルネオ・デル・インテリオールから、それぞれ上位12チームが出場した。
COVID-19パンデミックの影響により2020年、2021年は大会が開催されなかった。2022年はトルネオ・デ・ラ・URBAとトルネオ・デル・インテリオールの優勝チームによる1試合のみという縮小版で開催された。2015年から2022年にかけて、インドゥが大会6連覇を達成。2023年以降もトルネオ・デ・ラ・URBAとトルネオ・デル・インテリオールの優勝チームによる1試合のみという大会形式で開催されている。

## 歴代優勝チーム
| シーズン | 優勝チーム                                 | 所属                                       | 準優勝チーム                               | 所属                                       | チーム数                                   | 出場資格                                   |
| -------- | ------------------------------------------ | ------------------------------------------ | ------------------------------------------ | ------------------------------------------ | ------------------------------------------ | ------------------------------------------ |
| 1993     | サン・イシドロ・クルブ（SIC）              | URBA                                       | トゥクマン                                 | URT                                        | 16                                         | [ 注 6 ] [ 注 7 ]                          |
| 1994     | サン・イシドロ・クルブ（SIC）              | URBA                                       | ラ・タブラーダ                             | UCR                                        | 32                                         | [ 注 6 ] [ 注 7 ]                          |
| 1995     | CAサン・イシドロ（CASI）                   | URBA                                       | ラ・プラタ                                 | URBA                                       | 32                                         | [ 注 6 ] [ 注 7 ]                          |
| 1996     | インドゥ                                   | URBA                                       | アルムニ                                   | URBA                                       | 40                                         | [ 注 6 ] [ 注 7 ]                          |
| 1997     | ジョッキー・クルブ・ロサリオ               | URR                                        | インドゥ                                   | URBA                                       | 40                                         | [ 注 6 ] [ 注 7 ]                          |
| 1998     | サン・シラーノ                             | URBA                                       | -                                          | -                                          | 24                                         | [ 注 9 ]                                   |
| 1998     | サン・ルイス                               | URBA                                       | -                                          | -                                          | 24                                         | [ 注 9 ]                                   |
| 1999     | ラ・タブラーダ                             | UCR                                        | ドゥエンデス                               | URR                                        | 16                                         | [ 注 9 ]                                   |
| 2000     | 開催されず                                 | 開催されず                                 | 開催されず                                 | 開催されず                                 | 開催されず                                 | 開催されず                                 |
| 2001     | インドゥ                                   | URBA                                       | アルムニ                                   | URBA                                       | 16                                         | [ 注 9 ]                                   |
| 2002     | アルムニ                                   | URBA                                       | ジョッキー・クルブ・ロサリオ               | URR                                        | 16                                         | [ 注 9 ]                                   |
| 2003     | インドゥ                                   | URBA                                       | ドゥエンデス                               | URR                                        | 16                                         | [ 注 9 ]                                   |
| 2004     | ドゥエンデス                               | URR                                        | ロス・タルコス                             | URT                                        | 16                                         | [ 注 9 ]                                   |
| 2005     | インドゥ                                   | URBA                                       | サン・ルイス                               | URBA                                       | 24                                         | [ 注 11 ] [ 注 7 ]                         |
| 2006     | サン・イシドロ・クルブ（SIC）              | URBA                                       | タラ                                       | UCR                                        | 16                                         | [ 注 11 ] [ 注 7 ]                         |
| 2007     | ラ・プラタ                                 | URBA                                       | トゥクマン                                 | URT                                        | 16                                         | [ 注 11 ] [ 注 7 ]                         |
| 2008     | サン・イシドロ・クルブ（SIC）              | URBA                                       | ラ・プラタ                                 | URBA                                       | 16                                         | [ 注 11 ] [ 注 7 ]                         |
| 2009     | ドゥエンデス                               | URR                                        | インドゥ                                   | URBA                                       | 4                                          | [ 注 9 ]                                   |
| 2010     | インドゥ                                   | URBA                                       | ラ・タブラーダ                             | UCR                                        | 8                                          | [ 注 9 ]                                   |
| 2011     | ドゥエンデス                               | URR                                        | ラ・タブラーダ                             | UCR                                        | 4                                          | [ 注 9 ]                                   |
| 2012     | 開催されず                                 | 開催されず                                 | 開催されず                                 | 開催されず                                 | 開催されず                                 | 開催されず                                 |
| 2013     | 開催されず                                 | 開催されず                                 | 開催されず                                 | 開催されず                                 | 開催されず                                 | 開催されず                                 |
| 2014     | ウニベルシタリオ（CUBA）                   | URBA                                       | ドゥエンデス                               | URR                                        | 16                                         | [ 注 12 ]                                  |
| 2015     | インドゥ                                   | URBA                                       | ニューマン                                 | URBA                                       | 16                                         | [ 注 11 ]                                  |
| 2016     | インドゥ                                   | URBA                                       | ベルグラーノAC                             | URBA                                       | 16                                         | [ 注 11 ]                                  |
| 2017     | インドゥ                                   | URBA                                       | タラ                                       | UCR                                        | 16                                         | [ 注 11 ]                                  |
| 2018     | インドゥ                                   | URBA                                       | ニューマン                                 | URBA                                       | 16                                         | [ 注 11 ]                                  |
| 2019     | インドゥ                                   | URBA                                       | ジョッキー・クルブ・ロサリオ               | URR                                        | 24                                         | [ 注 9 ]                                   |
| 2020     | COVID-19パンデミックの影響により開催されず | COVID-19パンデミックの影響により開催されず | COVID-19パンデミックの影響により開催されず | COVID-19パンデミックの影響により開催されず | COVID-19パンデミックの影響により開催されず | COVID-19パンデミックの影響により開催されず |
| 2021     | COVID-19パンデミックの影響により開催されず | COVID-19パンデミックの影響により開催されず | COVID-19パンデミックの影響により開催されず | COVID-19パンデミックの影響により開催されず | COVID-19パンデミックの影響により開催されず | COVID-19パンデミックの影響により開催されず |
| 2022     | インドゥ                                   | URBA                                       | ドゥエンデス                               | URR                                        | 2                                          | [ 注 9 ]                                   |
| 2023     | サン・イシドロ・クルブ（SIC）              | URBA                                       | ウニベルシタリオRC                         | URT                                        | 2                                          | [ 注 9 ]                                   |
| 2024     | トゥクマン・ローン・テニス                 | URT                                        | アルムニ                                   | URBA                                       | 2                                          | [ 注 9 ]                                   |

- URBA：ブエノスアイレスラグビー協会（Unión de Rugby de Buenos Aires）
- UCR：コルドバラグビー協会（Unión Cordobesa de Rugby）
- URR：ロサリオラグビー協会（Unión de Rugby de Rosario）
- URT：トゥクマンラグビー協会（Unión de Rugby de Tucumán）

## チーム別優勝回数
| チーム名                      | 所属 | 優勝 | 準優勝 | 優勝シーズン                                                     | 準優勝シーズン         |
| ----------------------------- | ---- | ---- | ------ | ---------------------------------------------------------------- | ---------------------- |
| インドゥ                      | URBA | 11回 | 2回    | 1996, 2001, 2003, 2005, 2010, 2015, 2016, 2017, 2018, 2019, 2022 | 1997, 2009             |
| サン・イシドロ・クルブ（SIC） | URBA | 5回  | -      | 1993, 1994, 2006, 2008, 2023                                     | -                      |
| ドゥエンデス                  | URR  | 3回  | 4回    | 2004, 2009, 2011                                                 | 1999, 2003, 2014, 2022 |
| ラ・タブラーダ                | UCR  | 1回  | 3回    | 1999                                                             | 1994, 2010, 2011       |
| アルムニ                      | URBA | 1回  | 3回    | 2002                                                             | 1996, 2001, 2024       |
| ジョッキー・クルブ・ロサリオ  | URR  | 1回  | 2回    | 1997                                                             | 2002, 2019             |
| ラ・プラタ                    | URBA | 1回  | 2回    | 2007                                                             | 1995, 2008             |
| サン・ルイス                  | URBA | 1回  | 1回    | 1998                                                             | 2005                   |
| CAサン・イシドロ（CASI）      | URBA | 1回  | -      | 1995                                                             | -                      |
| サン・シラーノ                | URBA | 1回  | -      | 1998                                                             | -                      |
| ウニベルシタリオ（CUBA）      | URBA | 1回  | -      | 2014                                                             | -                      |
| トゥクマン・ローン・テニス    | URT  | 1回  | -      | 2024                                                             | -                      |
| トゥクマン                    | URT  | -    | 2回    | -                                                                | 1993, 2007             |
| タラ                          | UCR  | -    | 2回    | -                                                                | 2006, 2017             |
| ニューマン                    | URBA | -    | 2回    | -                                                                | 2015, 2018             |
| ロス・タルコス                | URT  | -    | 1回    | -                                                                | 2004                   |
| ベルグラーノAC                | URBA | -    | 1回    | -                                                                | 2016                   |
| ウニベルシタリオRC            | URT  | -    | 1回    | -                                                                | 2023                   |